# Algo de ti
«Algo de ti» es una canción de la cantante mexicana de pop latino, Paulina Rubio, escrita por ella misma al lado de Rafael Vergara y Mauricio Gasca. La canción, que es producida por el joven productor Lester Méndez es el tercer y último sencillo del noveno álbum de la cantante, Gran City Pop.
El lanzamiento oficial fue el 22 de marzo de 2010 en Latinoamérica como estreno radial y el 20 de abril en España por la discográfica Universal Music.

## Video musical
El video de Algo de ti fue filmado en Miami el 26 de febrero de 2010. El video fue dirigido por Steven Oritt y producido por Jessy Terrero. El video fue estrenado el 3 de mayo de 2010. Pero tanto el video como la canción, no tuvieron un gran éxito comercial, ya que no superó a los dos anteriores singles lanzados. Este fue el sencillo con el que se cerró la promoción del disco Gran City Pop.